# Distrito de Puquina
El distrito peruano de Puquina es uno de los 11 distritos de la provincia de General Sánchez Cerro, ubicada en el departamento de Moquegua, bajo la administración del Gobierno regional de Moquegua, en el sur del Perú.
Desde el punto de vista jerárquico de la Iglesia católica forma parte de la Diócesis de Tacna y Moquegua la cual, a su vez, pertenece a la Arquidiócesis de Arequipa.

## Historia
Es un pueblo habitado por antiguos Puquina, de extinta lengua del mismo nombre, anterior a los Aymaras y quechuas.
Se encuentra a una hora y media de Arequipa, carretera asfaltada.

## Demografía
La población estimada en el año 2000 era de 3 494 habitantes.

## Autoridades

### Municipales
- 2019-2022
  - Alcalde: Edwin Carlos Aguedo Gutierrez, de Acción Popular.
  - Regidores:

  1. Pedro Pablo Cosi Morales (Acción Popular)
  2. Felipe Elías Quispe Castro (Acción Popular)
  3. Alfredo Valeriano Soto Cosi (Acción Popular)
  4. Hilda Gladys Lima Chire (Acción Popular)
  5. Juan Latinun Mamani Gutierrez (Somos Cambio)

## Festividades
- Noviembre 12: Creación Política.

- Diciembre 4: Aniversario de Elevación a Villa